# Трипп, Хуан Терри
Хуа́н Те́рри Трипп (англ. Juan Terry Trippe; 27 июня 1899, Си Брайт — 3 апреля 1981, Нью-Йорк) — американский предприниматель, основоположник американской коммерческой авиации, основатель Pan American World Airways, одной из знаковых авиакомпаний XX века. Трипп сыграл большую роль в реализации многочисленных революционных достижений в сфере авиации, включая разработку и производство Boeing 314, который положил начало транстихоокеанским авиаперевозкам, Boeing 307 Stratoliner, впервые оборудованный гермокабиной, Boeing 707 и Boeing 747, которые ознаменовали эру широкофюзеляжных самолётов. Дата подписания Триппом контракта на закупку Boeing 707 совпала с 50-летием Boeing. В тот день Хуан Трипп выступил с речью, в которой выразил свою веру в то, что эти самолёты будут силой, которая поможет установить мир во всём мире.

## Ранние годы
Несмотря на испанское имя Хуана Триппа, его семья происходит из Северной Европы, и её основатели переехали в Мэриленд в 1664 году. Хуана назвали в честь жены двоюродного деда – венесуэлки Хуаниты Терри.
После окончания школы он поступил в Йельский университет. Когда США вступили в Первую мировую войну, Трипп подал заявление на прохождение лётной подготовки в ВМС США. После завершения обучения в июне 1918 года он был назначен лётчиком ВМС и прапорщиком в резерв ВМС США. На момент окончания Первой мировой войны Трипп не успел принять участие в боевых действиях. Он демобилизовался, вернулся в Йельский университет и окончил его в 1921 году. Во время обучения Трипп был казначеем на первом заседании Национальной межвузовской лётной ассоциации в 1920 году..

## Карьера
После окончания Йельского университета Трипп работал на Уолл-Стрит, однако вскоре ушёл, назвав эту деятельность скучной. В 1922 году он приумножил своё состояние путём продажи бывшим однокурсникам акций своей первой авиакомпании Long Island Airways. Авиакомпания представляла собой сервис воздушного такси для богатых и влиятельных людей. Вновь воспользовавшись материальной помощью состоятельных друзей из Йельского университета, Трипп основал авиакомпанию Colonial Air Transport, которая 7 октября 1925 получила разрешение на новый авиамаршрут и контракт на авиапочту. Заинтересовавшись перелётами на Карибские острова, Трипп создал авиационную корпорацию Aviation Corporation of the Americas во Флориде. Со временем компания сменила название на Pan American Airways и стала одной из самых популярных авиакомпаний, известных как Pan Am.
Первый рейс Pan Am отправился 19 октября 1927 года по маршруту из Ки-Уэста (Флорида) в Гавану (Куба) на арендованном гидросамолёте Fairchild FC-2. Обратный рейс из Гаваны в Ки-Уэст на самолёте Pan Am состоялся 29 октября 1927 года, задержавшись на день из-за проливных дождей на Кубе.
Позднее Трипп купил Китайскую национальную авиационную корпорацию (CNAC) для осуществления внутренних авиаперевозок в Китае и стал партнёром объединённой компании Panagra. В 1930-е годы Pan Am стала первой авиакомпанией, которая пересекла Тихий океан на знаменитом China Clipper.
Трипп занимал пост председателя совета директоров авиакомпании почти два года с момента основания компании до Второй мировой войны. «Сонни» Уитни, акционер компании, впоследствии сместил Триппа с этой должности. Спустя время он пожалел о своём решении и позволил Триппу вновь занять это место.

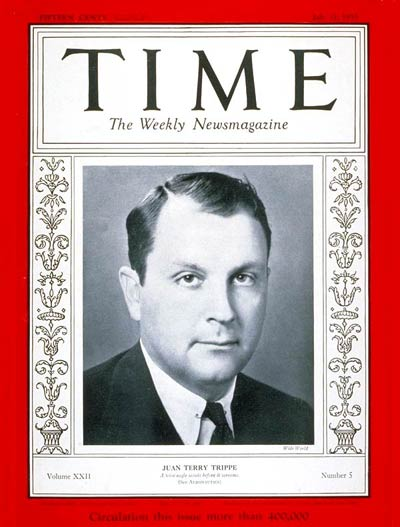
Хуан Терри Трипп на обложке журнала Time, июль 1933 года

Pan Am осуществляла рейсы по всему миру на протяжении всей Второй мировой войны. Трипп внедрял множество инноваций в сфере авиаперевозок. Предприниматель твёрдо верил в идею авиаперелётов для всех. Сейчас он считается основоположником эконом-класса в авиационной отрасли и инициатором создания гостиничного комплекса Pan Am InterContinental.
Оценив возможности реактивной авиации, Трипп заказал несколько самолётов Boeing 707 и Douglas DC-8. Первый рейс Pan Am на реактивном самолёте 707 Clipper America был выполнен 26 октября 1958 года из Международного аэропорта Айдлуайлд (ныне JFK) в аэропорт Ле-Бурже в Париже. Новые самолёты позволили компании Pan Am сократить время полёта почти вдвое, снизить тарифы и перевозить больше пассажиров.
В 1965 году по просьбе Триппа Билл Аллен сконструировал самолёт, превосходящий по размерам Boeing 707 – самолёт Boeing 747. Pan Am стала его первым заказчиком. Трипп полагал, что в конечном счёте Boeing 747 будет предназначен только для перевозки грузов и будет заменён более быстрыми сверхзвуковыми самолётами, которые разрабатывались в то время. Идея сверхзвуковых авиалайнеров так и не была воплощена в жизнь за исключением Concorde и Ту-144, а Boeing 747 стал символом международных путешествий. В 1965 году Трипп получил премию Тони Яннуса за выдающийся вклад в развитие коммерческой авиации. Трипп покинул пост президента авиакомпании в 1968 году.

## Личная жизнь
В 1928 году Трипп женился на Элизабет «Бетти» Стеттиниус Трипп (1904–1983), сестре государственного секретаря США Эдварда Р. Стеттиниуса-младшего У них было четверо детей: Элизабет («Бетси»), Джон Терри, Чарльз Уайт и Эдвард Стеттиниус Трипп, который проживает в Такер-Тауне (Бермудские острова), работает исполнительным директором клуба Tucker's Point Club и входит в Консультативный совет Международного аэропорта Бермуд Трипп и Элизабет состояли в браке до са́мой смерти Триппа в 1981 году.

## Смерть и наследие
Трипп перенёс инсульт в сентябре 1980 года, после чего был вынужден сократить трудовую нагрузку. Трипп умер 3 апреля 1981 года от второго инсульта в своём доме в Нью-Йорке и был похоронен на кладбище Грин-Вуд в Бруклине.
В 1985 году Трипп был посмертно награждён Медалью Свободы президента США. В 1990 году Трипп был введён в Junior Achievement U.S. Business Hall of Fame. Заведующий кафедрой в Школе менеджмента Йельского университета является «профессором Хуана Триппа по практике международной торговли, финансов и бизнеса».
В 1982 году Трипп был занесён в список Международного Зала славы авиации и космонавтики в Музее авиации и космонавтики Сан-Диего.
Трипп считается последним из величайших основоположников авиации наряду с такими гениями отрасли, как C. Р. Смит из American Airlines, Уильям А. «Пэт» Паттерсон из United Airlines, Эдди Рикенбакер из Eastern Airlines и Коллетт Э. Вулман из Delta Air Lines. Под руководством Триппа Pan American World Airways стала одной из ведущих международных авиакомпаний. Трипп внёс большой вклад в разработку Douglas DC-8 и сверхдальнего Boeing 707, благодаря которым стали возможны перелёты через Атлантику.

## Хуан Терри Трипп в поп-культуре
Пэт О'Брайен исполнил роль Триппа в 1936 году в фильме Рэя Энрайта англ. «The China Clipper». В 2004 году в роли Триппа выступил Алек Болдуин в фильме Мартина Скорсезе «Авиатор».